# جيم بويي
جيم بويي (بالإنجليزية: Jim Bowie)‏ هو لاعب كرة قاعدة أمريكي، ولد في 17 فبراير 1965 في طوكيو في اليابان.

## وصلات خارجية
- جيم بويي على موقعبيزبول رفرنس.كوم (الدوري الرئيسي) (الإنجليزية)
- جيم بويي على موقعبيزبول رفرنس.كوم (الدوري الثانوي) (الإنجليزية)